# 国鉄ED78形電気機関車
ED78形電気機関車（ED78がたでんききかんしゃ）とは、日本国有鉄道（国鉄）の交流電気機関車である。
本項では試作機である国鉄ED94形電気機関車についても扱う。

## 概要
1968年の奥羽本線米沢 - 山形間交流電化ならびに既存の直流電化区間であった福島 - 米沢間の交流電化切替に伴い、急勾配を有する板谷峠の通過対策を主として開発された交流電気機関車である。

### 開発の経緯
板谷峠は約33‰の平均勾配を有し、碓氷峠・瀬野八と並ぶ急勾配区間である。同区間は1949年より直流電化され当初はEF15形、1951年からはEF15形に回生ブレーキを追設改造したEF16形、1964年からは抑速発電ブレーキを装備したEF64形が運用されてきた。しかし、1968年10月1日のダイヤ改正で奥羽本線の米沢 - 山形間が交流電化されるのにあわせ、同区間の交流電化への切替が決定。また交流電化試験線区で一部に直流電化区間を有した仙山線も全区間の交流電化切替が決定し、両区間で使用する機関車の開発要件として、次の条件が求められた。
- 特別な運転技量を要する連続した勾配区間で使用可能なこと
- 脆弱軌道で軸重制限のある仙山線への入線も可能であること

このため主回路に抵抗器をもたない交流電気機関車は発電ブレーキによる抑速運転ができないことから、抑速機構として交流回生ブレーキ方式の採用が検討された。
そこで交流回生ブレーキを搭載し、軸重可変機能付の中間台車をもつ試作機関車ED94形を製造し、各種試験の後に量産仕様としてEF71形電気機関車とともに設計されたのが本形式である。

## 構造

### 車体
前面形状は国鉄交流電気機関車の標準的な形態で、恒常的な重連運用に備え正面には貫通路を設ける。正面窓上部にはツララ切りを装備し、冬期の窓ガラス破損防止のためプロテクターが装備可能である。
回生ブレーキ用機器搭載や中間台車を持つため車体長は、動軸4軸の「D形」ながら動軸6軸の「F形」と同等の17,900 mmに拡大された。また積雪対策として、屋根上の特別高圧機器の大半を車内収納に変更してある。

### 主要機器
制御方式はサイリスタ位相制御。制御回路は全サイリスタブリッジ方式を採用しており、主変圧器には旅客列車での運用に備え3次巻線から供給される電気暖房用電源を備える。
主電動機は国鉄新性能電気機関車の標準形式である直流直巻電動機MT52形を4基搭載する。動力台車はED75形電気機関車と同一の仮想心皿方式台車DT129形で牽引力の伝達は台車下部と車体を連結する引張棒による「ジャックマン式」である。TR103形中間台車は空気ばねによる軸重可変装置が装着されており、軸重を14.0 t・14.8 t・16.0 t・16.8 tの4段階に変化させることができる。これにより当時は線路等級の低かった仙山線・磐越西線への入線を可能とした。
板谷峠の厳しい線路・気象条件に対応する保安装置としては、停電や故障によって電力回生ブレーキが使用不能になった場合自動的に非常ブレーキを作動させる機能を持たせたほか、EF63形と同じく下り勾配での暴走を防ぐ過速度検知装置や勾配上での長時間停車を想定し空気ブレーキをかけた状態でロックする転動防止装置と主電動機回路の短絡による非常ブレーキ装置を備える。また、冬期の架線凍結に備え前位側のパンタグラフを必要に応じ上昇させられる構造とした。
EF71形とは機器共通化がなされ、KE77形ジャンパ連結器2基を通し両形式相互の重連総括制御が可能である。また、回生ブレーキを使用しない場合は同じサイリスタ制御を用いるED75 501（S型）やED77形との総括制御も可能であった。
なお、本形式とEF71形の板谷峠における牽引定数は以下の通り。
- ED78形単機…300 t（最大330 t）
- EF71形単機…通常430 t（最大450 t）
- ED78形重連…540 t
- EF71形とED78形の重連、もしくはEF71形重連…650 t
  - ED78形は粘着係数上はEF71同等以上の牽引が可能であるが、主電動機の熱容量が足らず制限が加わる。
  - EF71形の性能上は計画最大730 tであったが、急勾配区間での非常ブレーキ時に加わる自連力（連結器に過大な力が掛かること）の影響から制限された[2]。

## 製造・形態区分
本形式は、試作車のED94 1を含め全機が日立製作所で製造され、新製配置は福島機関区（現・福島総合運輸区）とされた。

### 試作車
ED94 1→ED78 901
1967年にED94 1として製造された。各種試験を実施後1968年に郡山工場（現・郡山総合車両センター）にて量産化改造が施工され、ED78 901として編入改番された。
- 量産化改造の内容は機器類の配置を含む一部変更。総括制御用ジャンパ連結器の交換が主である。

### 量産車
1 - 9

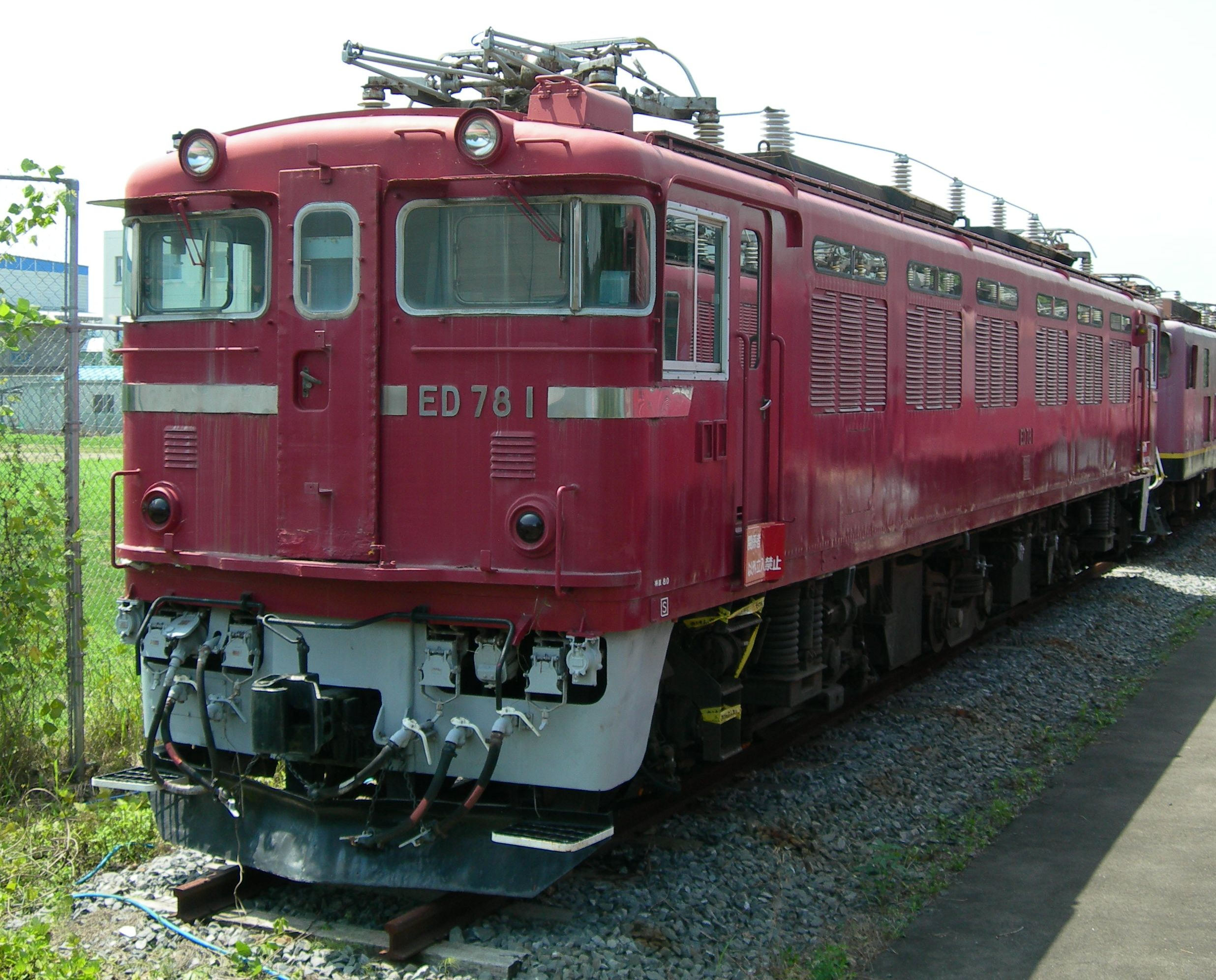
ED78 1

ED94形の試験結果を基に1968年に製造されたグループ。製造名目は奥羽本線米沢 - 山形間交流電化・福島 - 米沢間ならびに仙山線交流切替・磐越西線貨物列車増発である。試作車からの変更点を以下に示す。
- ED94形での誘導障害が問題になりサイリスタブリッジ回路の非対称化などの機器構成を変更
- 上記の結果として車体長を600mm延長し17,900mmとなり運転整備重量も1.5t増加
- 主電動機を電機子絶縁の強化を図ったMT52A形に変更
- 急勾配保安対策として空転検出装置を追加、回生制動時の過速度検知空気ブレーキ・基礎ブレーキの施錠機構・主電動機短絡ブレーキを装備（試作車にも量産化改造時に追設）

10・11
1970年に仙山線用試作交流機関車の取替名目で製造されたグループである。1968年製造車からの変更点を以下に示す。
- TE・EB・ATS未投入防止の各装置を新設
- 一部補機類や床下機器配置の変更
- 凍結対策の強化を目的に運転室前面窓ガラスに熱線入り窓ガラスを採用しデフロスターを廃止

12・13
1980年に寝台特急「あけぼの」の24系客車化による編成増強に伴い製造されたグループ。この2両は国鉄で最後に製造された交流電気機関車でもある。1968年製造車・1970年製造車からの変更点を以下に示す。
- 重連総括運転時に機関車間で起こる電流アンバランス対策として電脈パターン補正回路を追加[3]
- 主電動機を電機子軸の強化が施工されたMT52B形に変更
- パンタグラフや導体の支持碍子を中空形から中実形に変更
- 標識灯（尾灯）、電気暖房表示灯をそれぞれ小型化（特に前者はこれまでの内ハメ式から整備性優先の外ハメ式に変更）
- 1人乗務に対応した運転機器配置に変更し扇風機を設置
- 運転室側窓のアルミサッシ化と前面窓の導電膜板ガラス採用
- 前面通風口の廃止[注 6]
- 20系客車牽引用電磁ブレーキ指令用KE72H形ジャンパ連結器を新製時から装備
- ブロック式ナンバープレートの採用、前面飾り帯の塗装化

## 改造
20系客車牽引対応改造
- 1970年の「あけぼの」運転開始に伴い電磁ブレーキ指令用KE72H形[注 7]ジャンパ連結器を装備する改造を1971年度に実施。なお、1980年製造の12・13は新製時から装備する。
  - ED75形1000番台の95km/h以上での運転を考慮したものと異なり、非常ブレーキ時に全編成に同期的な作用を促し、自連力の発生を抑えるためである。

高調波フィルターの使用停止と主ヒューズ撤去
- 誘導障害対策として装備されていた高調波フィルターは地上の変電設備を改修した1973年以降使用を停止し、撤去試験に供された2は床下にある機器と機器箱自体を撤去したままとされた。また、本形式とEF71形の運用区間では直流き電区間冒進のおそれがなくなったため主回路機器保護対策の主ヒューズを順次撤去した[4]。なお、1980年製造の12・13は新製時からこれらを省略した状態とされた。

運転室側窓のアルミサッシ化
- 1980年製造の12・13が新製時から装備するアルミサッシに交換する工事。3・5・9のみ未施工。

ヘッドマークステーの追設
- 1985年の寝台特急のヘッドマーク復活に際して施工。

## 運用

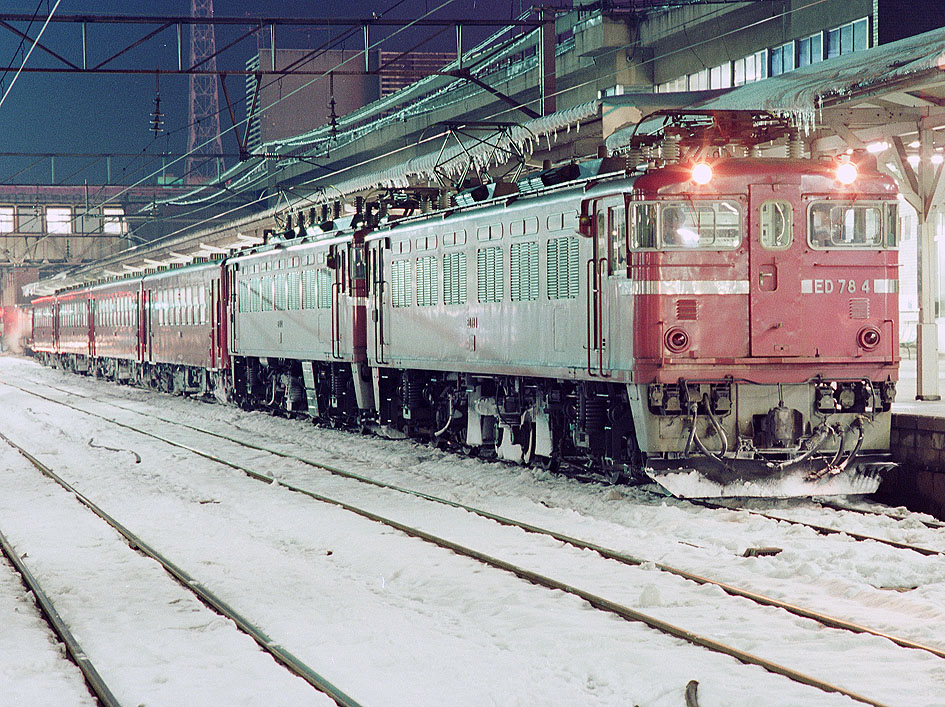
ED78 4+EF71+50系客車

新製後は、奥羽本線福島 - 山形間・仙山線で寝台特急「あけぼの」・急行「津軽」などの優等列車から貨物列車まで運用範囲は広汎にわたる。その運用は単機でのほか仙山線を中心に本形式同士での重連、奥羽本線内ではEF71形との重連運転も行われたほか、臨時列車の牽引や運用の都合で東北本線に入線したこともあった。
奥羽本線での運用は当初一部の列車を除きEF71形を板谷峠区間の補機として用い、本形式は前後区間を含め列車の牽引にあたる本務機とする方針であったが、仙山線の使用機関車を本形式に統一した1970年以降は奥羽本線と仙山線で機関車運用の分離が進められたことからEF71形が福島 - 山形間直通で列車を牽引することも増え、重連運用を必要とする列車を除き運用上本務機と補機の区分は明確なものではなくなった。

また、1970年に運転開始した寝台特急「あけぼの」も運転当初は20系客車13両編成の編成重量が書類上410tと牽引定数内に収まっていたことからEF71形が単機で牽引したが、同列車は冬季に空転が頻発、臨時に補機を連結する運用が常態化していた。このため1977年8月に本格的に空転問題の調査を実施した結果、夏季でも悪天候時を中心に「あけぼの」は福島 - 米沢間で他列車を上回る遅延率を示し、その要因としては1972年以降工事が進められた20系客車の不燃化対策および汚物処理装置取り付けによる重量増による牽引定数超過と判断されたことから、同年10月には「あけぼの」の編成重量を13両編成470t、季節によっては2両減車の11両編成410tと変更し、運転安定化のため本形式、もしくはEF71形の補機連結が正式化された。
1978年10月ダイヤ改正では「あけぼの1・4号」は改正前と同じ13両編成を本形式同士の重連で牽引、「あけぼの2・3号」は11両編成に減車のうえEF71形の単機牽引と定めたが積雪時や悪天候時には410tに減車しても余裕がなく、空転・滑走が多発し、ED78の連結が常態化した。。「あけぼの」全列車を24系客車（12両編成、440t）へ置き換えた1980年10月ダイヤ改正に際しては機関車運用増や粘着係数への対応から本形式の12・13号機が増備され、同改正で「あけぼの」は福島 - 山形間は本形式の重連による限定運用とされたが、上下2往復ともが福島 -米沢間ですれ違うダイヤであった「あけぼの」運用に合計8両の本形式を投入すると運用に余裕がないことからEF71形との重連運用へ変更されることも多く、1982年11月ダイヤ改正では「津軽」1往復の格上げによる「あけぼの」増発でさらに夜間の重連運用が増えたこともあり、同改正後は本形式とEF71形の重連が基本となった。
その後1986年の列車編成見直しによる減車、1988年の「北斗星」新設による「あけぼの」1往復削減を経て後述する1990年の奥羽本線改軌工事までの間は「あけぼの」は本形式同士、本形式とEF71形、あるいはEF71形同士による重連運転が行われた。このほか、1988年の8月末から9月初旬には東北本線が岩手県内で不通になったことで奥羽本線を迂回した「北斗星」をEF71形と重連で牽引している。
1985年には仙山線の普通列車電車化により同線での定期旅客列車運用が消滅、1986年に試作車の901が廃車となった。さらに1は分割民営化直前の1987年年始に東北本線でED75形と初詣列車の牽引に使用後2月に廃車となり、2 - 13が東日本旅客鉄道（JR東日本）に継承された。
1990年からは福島 - 山形間を標準軌に改軌する工事が始まったが、この工事により奥羽本線経由で残っていた貨物列車を仙山線に経路変更したことから本形式は貨物列車運用が増えた仙山線へより多くを投入、改軌工事の進行でEF71形の定期運用が消滅する直前の1991年には本形式の定期運用も福島 - 山形間で機関車回送を兼ねて牽引する列車以外全て仙山線での貨物列車運用とされるほどとなり、翌1992年に山形新幹線が開業した。EF71形は適当な転用先がなくそのまま運用を終えて廃車されたが、本形式は引き続き仙山線で貨物列車・臨時旅客列車などに使用された。
1993年に福島運転所の車両配置がなくなったため、本形式は仙台電車区（旧・仙台運転所 現仙台車両センター）に転属し、引き続き仙山線で運用された。同線は1990年に軌道強化されED75形の入線が可能となっていたが、勾配区間であることから貨物列車を牽引するため回生ブレーキをもつ本形式が継続使用されていた。同線の貨物列車が1998年までに運転終了した後は2 - 11が廃車。残存した12・13が「落ち葉清掃」運用に投入されていたが、2000年に除籍・廃車され形式消滅した。

## 保存機

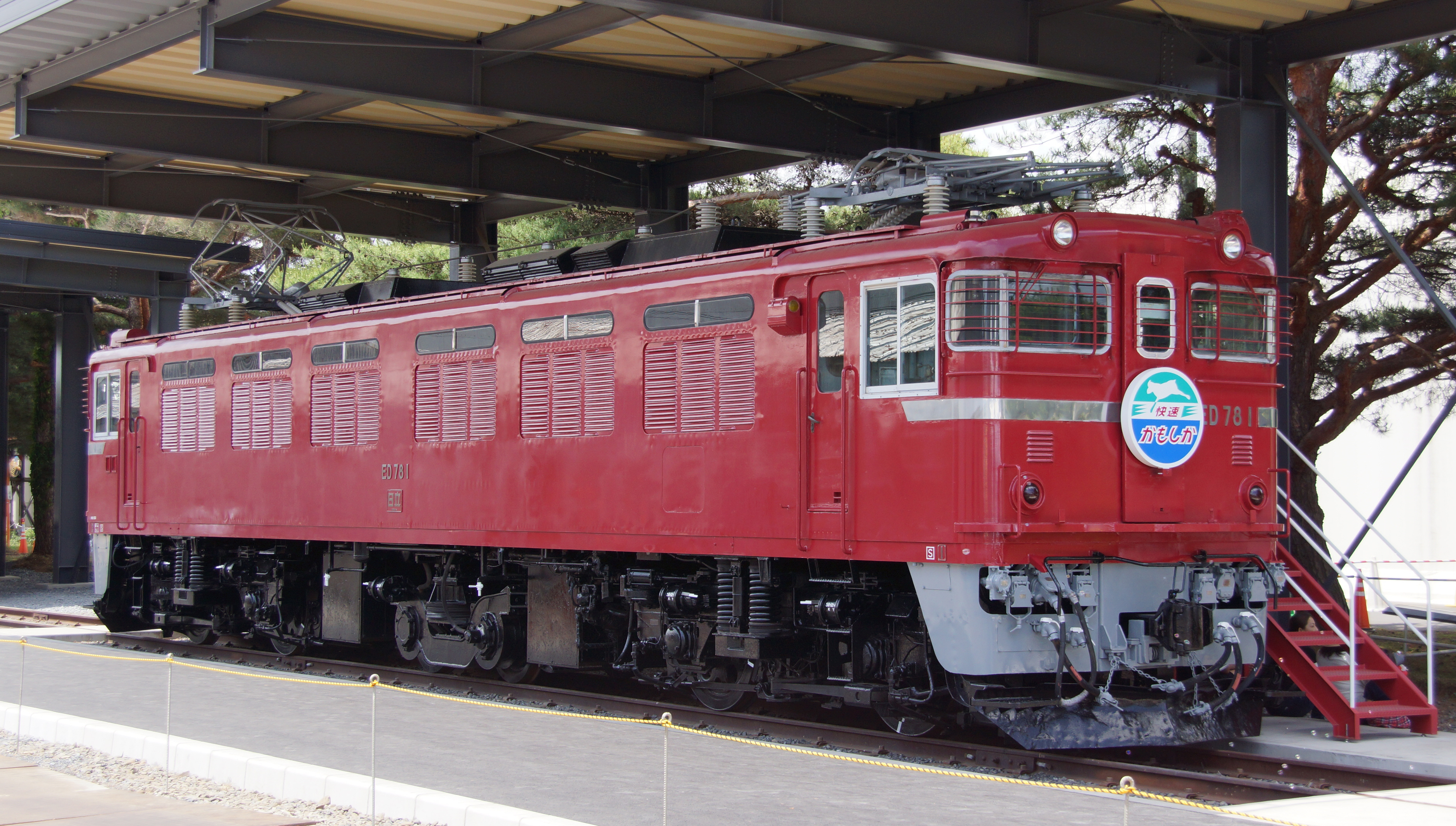
ED78 1
日立製作所水戸事業所保存車

ED78 1 - 日立製作所水戸事業所
廃車後、福島運転所（旧福島第二機関区）、福島駅構内、利府駅構内での保管を経て新幹線総合車両センターで展示され、2015年に現在地へ移設された。
ED78 901 - 吹田機関区
扇形庫解体時に解体されたため現存せず。